# Hyppyrimäki
Hyppyrimäki – kompleks skoczni narciarskich w miejscowości Vuokatti w Finlandii. Obok skoczni K90 znajdują się także skocznie K50, K32 i K10. Organizowane bywały tu m.in. zawody w kombinacji norweskiej. W 2001 r. odbyły się tu konkursy skoków narciarskich w ramach zimowego olimpijskiego festiwalu młodzieży Europy. Wtedy to po raz pierwszy dopuszczono  dziewczęta do konkursów skoków. Skakały one wtedy słabo z powodu zbyt niskiego ustawienia belki, jednak Daniela Iraschko uzyskała 99 m, co było najdłuższym skokiem zawodów. Skocznia jest wyposażona w igelit.